# Коул, Кейша
Кейша Коул (англ. Keyshia Cole; родилась 15 октября 1981 года) — американская певица, работающая в жанре ритм-н-блюз, и автор песен. На данный момент Коул выпустила четыре музыкальных альбома, два из которых получили статус «платиновых». С 2006 по 2008 годы на канале BET выходило реалити-шоу о жизни Кейши.

## Биография
Кейша Коул родилась и выросла в Окленде, штат Калифорния. Она воспитывалась в приёмной семье с двух лет. В пять лет у неё обнаружились способности к пению. В 12 лет Коул попала в музыкальную среду, познакомившись с MC Hammer’ом и Тупаком Шакуром. В 18 лет Кейша переехала в Лос-Анджелес, чтобы заниматься музыкой. В 2002 году она подписала контракт с лейблом A&M Records. Над дебютным альбомом Коул помогали работать Канье Уэст, Jadakiss и Ив. 21 июня 2005 года альбом The Way It Is поступил в продажу и успешно дебютировал в американском чарте, сразу же заняв шестую позицию. 13 октября 2005 года альбом превысил отметку в 500 тысяч проданных копий и получил статус «золотого», а в 15 Февраля 2006 года стал «платиновым» с миллионом проданных копий.
Работе над вторым альбомом Кейши было посвящено реалити-шоу Keyshia Cole: The Way It Is, показ которого начался в 2006 году на канале BET. В феврале 2007 года был выпущен сингл Last Night дуэта Коул с Дидди, который вошёл в альбомы обоих исполнителей. В июле Кейша поприсутствовала на хит-сингле Let It Go, который Коул записала вместе с Лил Ким и Мисси Элиот. Сингл возглавил американский хит-парад Hot R&B/Hip-Hop Songs и достиг первого места в Billboard Hot 100. Таким образом, этот сингл стал самым успешным для Кейши. этот трек был оригинально записан для альбома Lil' Kim под названием Beat Of Life Vol.1, но потом Кейша попросила у Ким разрешения включить этот трек на свой альбом. Второй альбом Кейши Коул, названный Just like You, вышел 25 сентября 2007. Он возглавил чарт Top R&B/Hip-Hop Albums и достиг второй строчки в общем чарте, к концу года альбом стал «платиновым». Альбом также был номинирован на премию «Грэмми» в номинации «лучший альбом современного ритм-н-блюза».
28 октября 2008 года вышел первый сингл из третьего альбома Коул, получивший название Playa Cardz Right и примечательный тем, что содержал вокальную партию Тупака Шакура, предположительно записанную за несколько дней до его гибели. 16 декабря того же года был выпущен альбом A Different Me, занявший вторую строчку в американском чарте и первую среди альбомов в стиле хип-хоп и ритм-н-блюз. Этот альбом получил статус «золотого». 21 декабря 2010 года Коул выпустила свой четвёртый альбом Calling All Hearts, который достиг 9-го места в американском чарте.

## Личная жизнь
В 2011—2017 годы Кейша была замужем за баскетболистом «Кливленд Кавальерс» Дэниелом Гибсоном. У бывших супругов есть сын — Дэниел Хайрем Гибсон-младший (род. 02.03.2010). В октябре 2012 года начался показ реалити-шоу о жизни Коул и Гибсона под названием Keyshia & Daniel: Family First.

## Дискография
| Год  | Альбом             | Место в чарте | Место в чарте          | Статус     |
| Год  | Альбом             | Billboard 200 | Top R&B/Hip-Hop Albums | Статус     |
| ---- | ------------------ | ------------- | ---------------------- | ---------- |
| 2005 | The Way It Is      | 6             | 2                      | Платиновый |
| 2007 | Just like You      | 2             | 1                      | Платиновый |
| 2008 | A Different Me     | 2             | 1                      | Золотой    |
| 2010 | Calling All Hearts | 9             | 5                      |            |
| 2012 | Woman to Woman     | 10            | 2                      |            |
| 2014 | Point of No Return | 9             | 1                      |            |
| 2017 | 11:11 Reset        | 37            | 20                     |            |